# Idris (prophète)
Pour les articles homonymes, voir Idris.

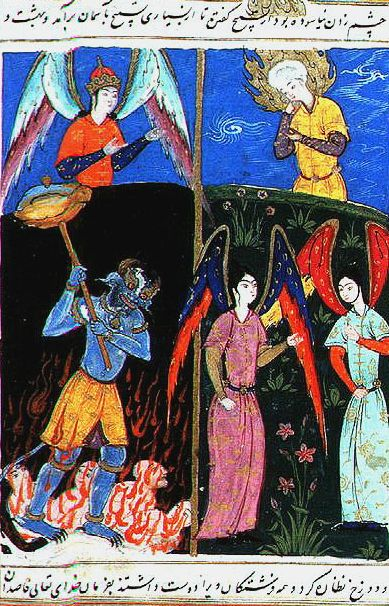
Idris visitant le Paradis et l'Enfer. Illustration tirée d'un manuscrit perse de 1577 sur l'Histoire des Prophètes.

Idrîss (arabe : إِدْرِيس, d'étymologie incertaine) est, dans l'islam, un prophète. Idris est aussi le premier homme à avoir écrit avec un calame. Il est, selon les commentateurs, identifié soit à Hénoch, soit à Elie.

## Dans le Coran
Idris n'est mentionné qu'à deux reprises dans le Coran, dans la sourate 19 et la sourate 21. Néanmoins, ces passages sont « elliptiques » et ne donnent que peu d'information sur la vie de ce prophète coranique. Les deux passages sont :

« Et Ismaël, Idris et Dhul Kifl qui étaient tous endurants que Nous fîmes entrer en Notre miséricorde car ils étaient vraiment du nombre des gens de bien. »

— Coran Sourate 21 : Les prophètes (Al-Anbiya) versets 85-86.

« Et mentionne Idris, dans le Livre. C’était un véridique et un prophète. Et nous l’élevâmes à un haut rang. »

— Coran, Sourate 19 : Marie (Maryam) versets 56-57.

## Dans la tradition

### Dans les hadiths
Si le Coran ne donne presque aucune information sur Idris, la tradition musulmane donne d'autres éléments sur cette figure. Le corpus des hadiths raconte que Mahomet aurait, lors de son voyage nocturne, rencontré Idris au quatrième Ciel.

### Chez les commentateurs
Les commentateurs ont fait le lien entre ce hadith attribué à Mahomet et la mention coranique d'une élévation, terme coranique rafa'a utilisé par exemple pour désigner l'élévation d'Isa dans le passage du Coran évoquant la crucifixion. Ils partagent cette élévation avec Élie (Ilyâs) et Khadir, autre personnage mystérieux du Coran. En raison de cette ressemblance, Idris a été associé alternativement à Henoch et à Elie, ces deux personnages bibliques ayant connu une telle "élévation". Il est parfois identifié comme étant Khadir, lui même identifié à Élie. Les principales sources d'information pour les commentateurs sont les isrâ'iliyyat, récits judéo-chrétiens, présent en particulier dans le corpus des midrash et transmis à l'islam par un juif converti Ka'b al-Ahbar. Si Ibn Kathir émet quelques réserves quant à ces récits, il est obligé de s'en contenter, faute d'autres sources.
Ces récits servent à Tabari dans son Commentaire du Coran. Selon ces récits, Idris aurait tenté de négocier avec l'Ange de la mort pour augmenter ses jours et permettre d'augmenter ces œuvres d'adoration. Transporté au cieux, son esprit aurait été enlevé par 'Izrâ'îl pour le déposer au quatrième ciel. Néanmoins, Tabari, dans sa Chronique, cite un autre récit des événements, récit aussi présenté par Tha'labî dans ses Histoires des Prophètes. Dans ce second récit, 'Izrâ'îl, impressionné par la piété d'Idris, lui aurait proposé d’exaucer un vœu. Ce dernier aurait alors demandé d'enlever son esprit, lui présentant que Dieu le lui rendra si son destin était de vivre encore. Ainsi, Dieu le ressuscita juste après qu''Izrâ'îl lui a enlevé son esprit. Quelques années plus tard, il aurait eu l'autorisation divine de visiter les enfers et le paradis. Il entra dans ce dernier à la condition qu'il ne s'y attarde pas. Idris aurait alors refusé d'en sortir et obtint, après une longue controverse avec le gardien des portes, d'y rester.
Ce récit a la particularité d'assigner à Idris deux ascensions et deux vies sur terre. Cela rejoint le personnage d'Hénoch dans les littératures apocalyptiques (comme dans Les trois livres d'Hénoch) et kabbalistiques. Dans la tradition juive (Livre des Jubilés), Hénoch est le premier homme à apprendre l'écriture et la science. La tradition musulmane attribuera ces caractéristiques à Idris. Selon Tha'labî, son nom dérivant de da-ra-sa signifie « étudier ». Ces caractéristiques font que les traditions musulmanes l'ont identifié au premier des trois Hermès, antérieur au Déluge et à l'origine des constructions des pyramides
Certains auteurs ont associé Idris et Elie. C'est le cas de Bukhari, qui s'appuie sur les opinions d'Ibn Abbas. Ce dernier a développé tout une doctrine sur les quatre prophètes toujours vivant selon la doctrine musulmane, les « quatre piliers qui soutiennent l'Univers et grâce auquel il subsiste ». Dans cette doctrine se retrouve beaucoup de traits attribués à Hénoch par les littératures apocalyptiques et kabbalistiques. En cela, Idris va jouer un rôle important dans la littérature hérmétiste musulmane. Ibn Arabi décrit Idris comme le « prophète des philosophes » vu le nombre de connaissances qu'il a pu apporter.